# Квантовий комп'ютер Цзю Чжан
Квантовий комп'ютер Цзю Чжан — є 76-кубітним прототипом квантового комп'ютера на основі фотонів, розробленим Університетом науки і техніки Китаю (УНТК). Він названий на честь давньокитайського математичного тексту Математика в дев'яти книгах (Цзю чжан суаньшу, 九章 算術)
3 грудня 2020 року УНТК оголосив у журналі Science, що Цзю Чжан успішно виконав завдання Гаусового бозонного семплінгу за 200 секунд, що потребувало б 1 мільярд років на найшвидшому класичному неквантовому комп'ютері, і 2,5 мільярда років на суперкомп'ютері Sunway TaihuLight. Китайська команда стверджує, що він у 10 мільярдів разів швидший, ніж надпровідниковий процесор Sycamore від Google, і як такий, стає другим комп'ютером, який досяг квантової переваги.